# Hybanthus galeottii
Hybanthus galeottii är en violväxtart som först beskrevs av Porphir Kiril Nicolai Stepanowitsch Turczaninow, och fick sitt nu gällande namn av Julius Sterling Morton. Hybanthus galeottii ingår i släktet Hybanthus och familjen violväxter. Inga underarter finns listade i Catalogue of Life.